# 아키칸!
《아키칸!》(일본어: アキカン!)은 슈에이사의 슈퍼 대시 문고에서 간행된 란죠 리쿠가 저술하고, 스즈히라 히로가 그림을 그린 라이트노벨, 그리고 그것을 원작으로 2009년에 제작된 TV애니메이션이다.
아키칸(アキカン)'은 '빈 캔'을 뜻하는 일본어 '空き缶(あきかん)'에서 따온 것으로, 작 중에는 음료수캔이 모에화한 소녀들을 일컫는 명칭으로 사용된다.
애니는 2009년 1월부터 3월까지 BS11에서 방영이 되었고, 같은 해 4월부터 KIDS STATION에서도 방영이 되었다. 그리고 같은 해 10월에 '아키칸 9권'DVD에 한정판으로, 애니 이후 내용을 담은, OVA가 수록되었다.

## 줄거리
어디에서나 볼 수 있는, 평범한 남고생인 '카케루'. 그러던 어느날, 평소와 다름없이 하교길에 자판기에서 멜론소다 캔을 뽑아와 집으로 간다. 그 후 샤워 후 멜론소다를 마시려고 캔에 입을 댄 순간, 자기가 마신 캔이 미소녀로 변해버린다.
캔이 변한 미소녀는 카케루가 자신의 주인이 되었으므로 카케루와 함께 살겠다고 선언하고, 이리하여 평범했던(?) 카케루의 일상에 놀라운 일들이 벌어지는데...

## 등장인물
(※설명은 애니의 내용과 인터넷에 있는 자료들을 종합하여 저술되었음.)

### 오너
다이치 카케루(大地 カケル)
성우 - 후쿠야마 쥰
본 작품의 주인공으로, 큐게츠고등학교 1학년C반 소속. 현재 자취중. 취미는 운동과 캔 수집. 멜론과 시로코의 주인(애니에선, 멜론 한 명만의 주인.).
우연히 마신 멜론소다가 소녀화되는 바람에 멜론의 주인이 된다. 그 후 오토야 히데히코를 통해, 정부가 캔 재질 단일화를 위해, '아키칸 엘렉트'를 계획하였고, 그 계획에 참전을 요청한다. 그러나 싸움을 원치 않아 처음엔 거절을 한다. 하지만 결국 말려드는 형태로 참전을 하게 된다.(애니에선, 참전이 아닌, 참가를 한다고 말함.) 그러다 우연히 또다른 아키칸인 '시로코'의 주인이 된다. 그리고 '아키칸 엘렉트'와 '인텔리전스 포트 계획'을 막기 위해 히데히코에게 선전포고를 한다.(애니에선, '아키칸 엘렉트'의 저지하겠다고 말했을 뿐 선전포고는 하지 않았다고 함.)
야한 얘기를 좋아하고 그걸 서슴없이 하는 변태기질이 있는 바보에다, 매사를 적당히 넘어가려는 경우가 많은 경박한 모습을 보이곤 하지만, 외로워 하는 멜론을 위해 여러 방면에서 신경 써주는 걸 보면, 천성은 착한 편이다. 게다가 과거 모종의 사건으로, 다른 사람에게 상처를 주는 걸 두려워 한다고 함.
남색가인 히데히코에게 순결을 빼앗길 위기에 여러 번 처하곤 하며, 유리카에겐 나지미와 관련된 일로 여러 번 핍박을 당한다.
텐구지 나지미(天空寺 なじみ)
성우 - 토요사키 아키
카케루의 소꿉친구으로, 카케루와 같은 큐게츠고등학교 1학년C반 소속. 현재 자취중. 매력 포인트는 머리 위에 뻗은 머리카락.
그녀의 집안은 항공사 '스카이 에어'라는 그룹이라고 한다. 허나 본인은 마트의 세일에 신경 쓰고, 찻잎을 몇 번이나 재탕을 하고, 조각 비누조차 끝까지 쓰는 등 의외호 상당한 구두쇠 기질을 가지고 있다. 그리고 그 때마다 '아까워 도깨비(もったいないお化け)'가 나온다고 말하곤 한다.(애니에선, 그녀의 집안에 대한 구체적인 내용은 없지만, 집안이 학교에 엄청난 기부를 할 정도로 부자라고 나옴.)
어쩌다 우연히 마신 스포츠드링크가 소녀화되어 '엘'가 만나게 된다. 그러나 처음엔 엘을 받아들이지 못 했으나, 이후 엘을 자신의 친구이자 메이드로서 받아준다.
중2때, 부친의 회사에 원한이 있었던 사람들에 의해 납치당할 위기에 처했을 때, 카케루의 도움으로 구해진 후 그를 좋아하게 되었다고 한다. 그런 이유로, 카케루와 친하게 지내는 멜론이 여러가지로 신경을 쓰고 있음.
기본적으로 성격은 느긋하고 사람들에게 친절함. 하지만 의외로 망상이 좀 심하고 음험한 구석이 있다고 한다. 특히, 카케루와 관련된 일에서 기이한 행동과 실력을 행사하곤 한다. 또한 외모와 달리, 정리정돈을 잘 하지 못 해, 엘과 같이 살기 전까진 집안이 어수선했다고 함. 또한 특이하게, 탄산음료를 마시면 취하는 체질을 가지고 있다고 함.
미야시타 미사키(宮下 美咲)
성우 - 히로하시 료
부도코의 오너인 여중생. 취미는 독서와 그림 그리기.
양친이 서로 사이가 안 좋아 집안이 항상 바람 잦을 날이 없는 상태이기 때문에, 거기에서 도피하고자 취미의 세계에 빠졌다고 하며, 독서의 취미를 넘어 동인지를 그리는 정도에 이르렀다고 한다.
그러다 난생 처음 일반 참가한 지역 이벤트의 돌아가는 길에 포도 주스를 구입해 마시려고 입을 댄 순간 부도코의 오너가 되었고, 부도코와 친자매처럼 지내게 된다.
그 후 카케루처럼, 히데히코에게서 '아키칸 엘렉트'의 참전 요청을 받지만, 그녀는 완고하게 거절을 하였다. 그러나 오토야의 책략으로, 부도코가 미사키 몰래 참전했다가 사망을 한 후, 그녀는 잠시동안 혼란스러워 하고, 히데히코 일행은 이를 이용해 그녀에게서 부도코의 캔을 받게 된다. 그 후 그녀는 한 번도 자신으로부터 앞으로 나아가지 않으려 한 자신의 행동을 반성하고, 부도코와 다시 만나려고 그 단서를 찾던 중, 카케루 일행을 만나게 된다. 후에, "RG : A"로 소생한 부도코와 다시 만난다. 그리고 카케루 일행들의 친구가 된다. 덧붙여서 동인 애호가로 아리아케 이벤트에 참여하는 것이 현재의 은밀한 꿈인 것 같다고 전해짐.
애니에선, 그녀의 부모님이 맞벌이로 귀가가 늦고 그 탓에 혼자 지내는 시간이 많다고 함.또한 부도코와의 만남이나 본인의 취미 등에 대한 내용이 일절 언급되지 않고, 1~10화 때까진 출연 빈도가 적었다.
토도 켄스케(塔堂 拳介)
원작에서만 들장하는 인물로, 사립코죠고교 2학년에 재학 중인 소년. 아키칸 '마이'의 주인.
원래는 권투선수였고, 아마지 고로에게 있어선 소속인 마을의 권투체육관 선배에 해당함. 예전엔 장래가 촉망했던 권투선수였고, 학원 내에서도 체육과 소속의 권투 특대생이었다고 한다. 하지만 장래가 유망한 것에 우쭐함에 빠져 있었고, 다른 체육관과의 연습 경기에서 제멋대로 야시합을 벌여 결국 '망막박리'라는 병을 앓게 되는 일이 돼버렸다고 함. 그러다 더 문제가 일어남을 안 스승에 손에 의해 체육관을 나오게 되고, 동아리도 쫓겨나고 특대생 자격도 박탈당하고 복싱계에서 영구추방을 당했다. 그래도 권투를 포기할 수 없었다가, 스승으로부터 권투로 생계를 유지하는 사람은 없다는 사실을 듣게 되었고 자신이 믿어 왔던 모든 것에 배신을 당했고, 끝내 그런 세계를 증오하는 것에 불량의 길에 발을 들이는 일이 되었다.
이상에서 알 수 있듯이, 기본적으로 "본 파이터"의 기질을 가지고 있어 싸우는 것에 스스로의 사는 보람을 찾아내고 있다. 그 때문에 '아키칸 엘렉트'에도 사나운 열의를 가지고 참전해, 카게루 일행들을 괴롭히는 일이 된다. 그렇지만 다른 한편으론, 이전의 야시합과 권투와 관련된 일련의 소동에서 '손상시킬 수 있는 것의 아픔'을 호되게 맛 본 것이 트라우마가 되어, 자각하지 못 하고 있지만 '자신이 타인을 상처 입히는 것을 무서워하고 있다'처럼 되어 있었다. 그러다 그걸 카케루에게 간파당해 패하고 만다. 그 후 처음부터 모두 다시 시작하기 위해, 스승과 화해하고 다시 권투체육관으로 돌아와 훈련에 임한다. 그리고 학교에서 장학생의 지위를 얻기 위하여 카바디 부에 용병의 형태로 소속된다. 또한 이런 일련의 소동으로, 무의미하게 사람과 아키칸에게 상처를 준 '아키칸 엘렉트'를 저지하겠다는 카케루와 같은 목표를 가지고 있지만, 자신의 고집 때문에 행동을 같이 하지 않고 있다.
이바라키 카즈미(茨木 和美)
원작에서만 등장하는 인물로, 카나가와 현에 살고 있는 대학2년생. 아키칸 '미즈카'의 주인.
느슨하게 웨이브를 걸친 롱헤어를 하고 있으며, 얼굴 생김새는 카케루가 말하길, '화려한 얼굴 생김새라고는 할 수 없다'라고 하며 화장으로 그것을 커버하고 있다고 함. 미즈카랑 모습이 비슷하다고 하며, 그녀와 같은 귀걸이를 하고 있다.(물론, 카즈미는 은색링).
남자친구가 있는 것 같으며, 일이 있을 때마다 그것을 이야기하지만 정작 남자친구는 카즈미와 미즈카가 바뀌어도 눈치채지 못 하는 것 같다.
'아키칸 엘렉트'의 새로운 규칙에 의해 정해진 미즈카의 대전 상대가 i-com 테스트에 출전해 있던 멜론이라는 걸 알고 싸울 생각이 없다는 걸 전하려고 카케루 일행을 찾아 온다. 카케루 일행들의 아키칸 엘렉트를 폐지시킨다는 목표에 동참하고 있었지만, 아군의 아키칸을 늘리는 활동 중에 미즈카가 끌려가버림.

### 아키칸
멜론(メロン)
성우 - 나리타 사야카
본 작품의 히로인으로, 카케루가 마신 멜론소다가 소녀화한 아키칸. '멜론'이라는 이름은 카케루가 지어 주었다. 금발의 롱 헤어에 머리 오른쪽엔 멜론을 닮은 녹색의 큰 머리 장식으로 머리를 묶고 있으며, 평상시나 전투에선, 메론같은 격자 무늬가 있는 녹색 민소매원피스를 입는다.
카케루의 도움으로, 카케루의 반으로 편입하여 그와 같이 학교도 같이 다니게 된다. 반 친구들 및 학교에는 덴마크에서 유학 온 카케루의 사촌으로 일단 얘기가 되어 있음.
자신이 스틸 캔이라서, 알루미늄 캔을 싫어하며, 그래서 '엘'하곤 사이가 별로 좋지 않았으나, 최근엔 좋은 콤비가 되가고 있다고 한다.
활발하면서 약간 드센 편이라 자주 카케루와 싸움을 하곤 하지만, 알고 보면 외로움을 잘 타는 성격을 지니고 있다. 그리고 카케루하곤 티격태격하면서 점점 그에게 호감을 품어 간다. 그래서 겉으론 카케루에게 좀 쌀쌀맞게 대하지만, 속으론 그를 좋아함.
TV에서 본 야구경기 중계를 통해, 야구를 좋아하게 되었고, '한신 타이거즈'라는 야구팀의 팬이 된다.(그런 이유로, 카케루의 집안은 한신 타이커즈 관련 상품들이 있다고 함.)
청량음료마법인 '메로메로 멜론(멜론을 이미지한 녹색의 마법볼)'과 '데카메론(녹색의 마법볼을 이용한 결박술)'과 '유바리 배리어(녹색의 마법 방패)' 등등 탄산을 이용한 공격이 많음. 그녀의 전체적인 능력은 아키칸들 중 상위라고 생각된다고 함.
애니에선, 카케루에게 선물 받은 휴대폰 요금을 벌기 위해, 메이드카페 'La.Coeur palette'에서 아르바이트를 하고 있기도 함.
엘(エール)
성우 - 노토 마미코
나지미가 마신, 스포츠 음료가 소녀화한 아키칸. '엘'이라는 이름은, 나지미가 자신이 마신 스포츠 음료의 이름 'Yell'에서 따서 지어줬다. 은발의 숏헤어에 뒷머리만 긴 헤어스타일을 하고 있으며, 평상시나 전투에선, 치어리더나 운동선수들이 입는 타이트한 옷을 입고 있다.
언제나 정중한 어조로 말하며 주인인 나지미에게 절대적으로 충성을 하고 있으며, 평소에도 나지미의 가사 일을 도맡아 하고 있다. 항상 쿨한 모습을 보이지만, 나지미와 관련된 일엔 감정이 변하곤 한다. 게다가 융통성이 부족할 만큼 과하게 성실한 탓에 놀림을 많이 받기도 하다. 동체시력이 좋고 움직이는 것을 보면, 고양이처럼 민감한 반응을 보이곤 한다.
캔 재질이 다르기 때문에, 멜론하곤 사이가 좋지 않지만, 때때론 그녀와 좋은 콤비를 보여주곤 한다.
스포츠음료마법인 '아이소토닉 소드(오른손에 마법으로 만든 보라빛 검)' 을 이용한 근접전을 벌이는 공격 스타일을 가짐. 그녀의 전체적인 능력 또한 멜론처럼 아키칸들 둥 상위하고 전해짐.
α를 위험하다고 생각하고 있으며, 카케루와 있으면 α를 쓰러뜨릴 수 없다고 생각하여 나지미와 함께 카케루 일행들과 다른 행동을 하며 α와 싸우다가, α에게 살해된 후 9권 시점에선 사망한 걸로 나온다고 한다. 하지만,애니에선, α가 등장하지 않기 때문에, 거기에 부수한 전개도 없고 사망하지 않는 걸로 나옴.
부도코(ぶど子)
성우 - 유우키 아오이
미사키가 마신, 포도 쥬스(알루미늄 캔)가 소녀화한 아키칸. 8,9살 정도의 외모에, 보라색 롱 헤어를 포도 모양의 머리 장식을 드릴 모양의 트윈테일을 하고 있다. 그리고 어린 아이라서 그런지, 혀가 짧은 말투를 씀. 그리고 기가 센 성격이지만 어딘가 어리숙한 모습을 보이곤 함.
이전에 어느 아키칸에게 '아키칸 엘렉트'를 일방적으로 도전을 받아 진 것에 분해했고, 결과적으로 히데히코 일행이 그걸 이용하여, 부도코가 더 아키칸 엘렉트에 참여하도록 부추긴다. 그리고 부도코는 미사키 몰래 멜론에게 싸움을 걸곤 한다. 그러다 (멜론 자신의 정신적 · 전투 기술적인 부분의 미숙과 카케루 자신의 트라우마로 인한 상황 대응에 미비가 원인이) 보복에 맞는 형태로 멜론의 '메로메로 멜론'을 직격탄으로 맞아 사망한다.(즉, 일단 멜론에 죽인다) 그 후, 히데히코의 손에 의해 실의에 빠진 미사키에게서 떨어져 아키칸의 재활용 프로젝트의 실험체로 된 'RG : A(recycle grape : aluminium의 약칭)'으로 되살아 난다. 하지만 소생시, 모든 기억을 잃어버렸지만 미사키를 향한 마음만은 잃지 못 하고, 그녀의 마음에 남았고 그런 생각에 자극을 받아 탈주한다고 한다. 'RG:A'로서 활동하고 있는 동안은 혀가 짧은 말투가 사라져 어리숙한 언행도 사라졌다고 함. 그러다 탈주하는 동안 멜론을 만나 그녀와 도망쳐 다니며 미사키를 만나려고 하는 동안 자신의 기억을 되찾는다. 그리고 카케루 우리의 노력으로 미사키의 곁으로 돌아갈 수 있게 되었고 그들의 동료가된다
애니에선, 미사키와의 만남이 나오지 않았으며, 멜론에게 싸움을 걸지만, 멜론에게 죽지 않는다. 대신, 멜론을 볼 때마다 싸움을 걸지만 여러 이유로 싸움이 무산되곤 한다.
음료마법으론, 'Shower grapes(포도알처럼 생긴 마법볼을 새총을 이용해 쏘는 기술)'을 이용한 원거리 공격을 한다.
시로코(しるこ)
원작에서만 등장하는 아키칸으로, 카케루가 멜론 다음으로 소녀화시킨, 단팥죽(스틸 캔)의 아키칸. '시로코'라는 이름은 그녀가 단팥죽(しるこ/汁粉)'에서 따옴.(카케루는 그녀를 '시-땅'이라고 부름.) 초등학교 5학년 정도의 외모에, 헤어스타일은 단발에, 뒷머리엔 빨간 리본을 하고 있음.(리본은 장식의 용도. 머리를 묶고 있는 건 아니라고 함.)옷은 빨간색 기모노를 입고 있는데, 치마의 길이는 미니스커트처럼 짧으며, 무릎 길이까지 오는 긴 버선을 신고 있고 허리엔 커다란 매듭을 진 흰 띠를 두르고 있고 나막신을 신고 있다고 함.
성격은 정중하고, 누구에게나 상냥하게 대하는 착하며, 집안 일을 잘 도와주기도 한다고 함.
멜론이나 엘 등이 차가운 음료의 아키칸이라서, 뜨겁거나 더운 걸 싫어하는 반면에, 시로코는 따뜻한 음료의 아키칸이라서 차갑거나 추운 걸 싫어한다. 목욕하는 것과 팥떡을 좋아하고, 잠잘 때는 생쥐 잠옷을 입고서 카케루와 같이 잠을 자곤 한다.
음료마법으로, '팔죽 Bomber'을 가지고 있지만, 마법 자체가 그냥 팥을 던지는 기술이고 팥 자체도 어떤 기능을 가지고 있는 게 아니라서, 전투 능력은 거의 없다고 함. 그리고 그녀도 싸움하는 것을 싫어해서 전투엔 참여하지 않음.
마이(舞)
원작에서만 등장하는 아키칸으로, 켄스케가 마신, 야채쥬스(알루미늄 캔)가 소녀화된 아키칸. 숏컷에 가벼운 소바쥬(머리 스타일의 하나. 머리 끝부터 잘게 파마를 해서 웨이브를 준 것.)를 한 흑색메이크업의 여성.
성격은 등장 초기엔 켄스케처럼 난폭하고 주먹이 먼저 나가는 등, 그런 성격이라고 함. 그렇지만 켄스케와 카케루가 대전을 할 때, 켄스케의 승리를 기원하며 멀리서나마 '오햐쿠도(御百度/신사(神社)나 절 경내에서, 일정한 거리를 백 번 왕복하며, 그때마다 배례·기원을 되풀이하는 일.)'을 하는 등 평소의 모습에서는 상상도 할 수 없는, 소녀같은 모습을 보이는 걸 보면, 주인을 생각하는 마음은 다른 아키칸과 다름이 없는 듯 하다.
켄스케가 패배한 후, 켄스케 자신의 내면 변화에 영향을 받았는지, 소바쥬 스타일의 헤어에서 일반적인 숏컷 헤어로 변하고, 흑색 메이크업도 하지 않아, 더 내추럴한 메이크업 상태가 되었다고 함. 활동적인 것은 변함업지만 그 인상은 '불량갸루소녀'에서 '매우 건강한 체육계 소녀'로 변하였다고 함
최근에는 요리와 마사지에 열중하고 있으며, 켄스케를 위해 향상하고자 매일 노력하고있다. 그런데 정작 켄스케는 그런 그녀의 모습을 오해를 하곤 한다고 함.
음료마법으로, '지베테리언스(야채의 정령을 소환해 공격·방어하는 마법)'과 '믹스드 베지더블'라는 마법을 사용한다고 함.
미즈카(瑞佳)
원작에서만 등장하는 아키칸으로, 카즈미가 마신, 오렌지 쥬스(알루미늄 캔)이 소녀화한 아키칸. '미즈카'라는 이름은 주인인 '카즈미'의 이름을 거꾸로 읽은 것이지만, 본인은 귤같은 이름이라고 좋아한다고 함. 카즈미와 용모가 매우 닯아서, 카즈미가 귀찮을 때 가끔 카즈미의 남자친구와 데이트를 하곤 한다.
카즈미와 하라쥬쿠에서 동료를 만들려고 다른 아키칸들을 찾고 있었을 때, α, 유리카로 보이는 2인조에게 끌려가 버렸다.
미쿠(ミク)
성우 - 나카지마 메구미
애니에서만 등장하는 아키칸으로, 길고양이가 입을 댄, '믹스쥬스'가 소녀화된 아키칸(※애니 12화에서, 어떤 소년이 믹스 쥬스를 자판기에서 뽑아 마시려는데, 마침 나타난 길고양이가 소년에게 달려들었고, 소년이 놀라서 쥬스를 놓쳐버렸고, 그 때 고양이가 쥬스의 입구에 우연챃게 입이 닿았음. 더군다나 그 고양이는 미쿠가 소녀화한 것에 놀라 도망침.)'미쿠'라는 이름은 카케루가 애니 마지막에 지어 주었다. 또한 오토야의 관할 외인 서쪽 지역에서 넘어왔으며, 관서사투리를 사용한다.
그녀는 주인이 자신을 버렸다는 것에 상처를 받고, 주인에게 사랑받는 다른 아키칸을 증오를 품고서, 아키칸들의 재질에 상관없이 아키칸들을 공격해 그녀들을 흡수하고, 그 아키칸들을 자신의 능력을 사용하는 데 사용한다. 그러다 멜론, 엘, 부도코의 합동공격에 의해 패배를 한다. 그 후, 히데히코가 그녀의 주인인 그 길고양이에 관한 정보를 알려줬고, 계속 그 고양이를 쫓아다닌다.
음료마법으로, '레인보우 스플래시 믹서(무지개빛 모양의 광선)'이 있고, '제로(미쿠가 흡수한 아키칸의 클론)'을 만드는 능력이 있다고 함.
코로아/α
원작에서만 등장하는 아키칸으로, 유리카가 마신, 콜라(알루미늄 캔)가 소녀화한 아키칸. 흑발의 롱 헤어와 붉은 눈동자를 가지고 있고 멜론과 모양이 같은, 갈색의 머리장식을 머리 양쪽에 착용하고 있고, 목엔 흑요석같은 보석이 달린 목걸이를 착용하고 있으며, 그 보석의 안에서 콜라캔이나 대검을 꺼내곤 한다.
말을 잘 하진 않지만, 만만치 않는 적들과 대치할 때에는 주문과 같은 것을 흥얼거리는 것으로 머리카락이 붉게 변하고, 목걸이의 보석으로부터 대검을 꺼내 본격적인 전투 태세에 들어간다. 압축에 의해서 부순 캔(넘어뜨린 아키칸이나 마셔 끝낸 콜라의 캔)을 대검에 흡수시키고 있다.
모든 물질을 압축하는 능력을 사용하여 최강의 아키칸이라고 불림. 탄산음료라서 탄산가스를 분사하는 능력도 사용한다.

### 큐게츠고등학교
타치가제 유리카(東風 揺花)
성우 - 오오쿠보 아이코
카케루와 나지미의 클래스메이트로, 오토야 히데히코의 딸.
나지미의 애인이라고 자칭할 정도로 나지미를 좋아하고 있다. 그런 이유로 카케루를 눈엣가시처럼 여기고 있으며, 그럴 때마다 타로카드를 표창처럼 던지곤 한다. 마찬가지로 엘과도 나지미를 사이에 둔 라이벌 사이이다.
학우들에겐 '마녀'라고도 불리는데, 그 별호에 어울리는 듯, 때때로 수수께끼에 쌓인 언행이나 정말로 이상한 힘을 가지고 있는 듯 보이는 일도 있다. 또한 기술부(奇術部)에 소속되었다고 함. 또한 코로아의 힘을 이용해 빗자루로 하늘을 날거나 한다. 그러나 의외로 PC나 전자 기기에 약한 모습을 보이곤 한다. 그리고 아르바이트 삼아 점괘를 봐주는 일도 한다고 한다.
애니상에선, 코로아가 등장하지 않고, 또한 히데히코와의 관계도 어떠한 언급도 되지 않았다.
아마지 고로(甘字 五郎)
성우 - 오카모토 노부히코
카케루와 나지미의 클래스메이트. 별명은 '지고로'이고, 엘한테는 '지스케'라고 불림.
얼굴 및 성격이 좋고, 오토바이로 통학을 하며, 축구부에 소속되고 복싱도 하는 등 운동도 잘 하고 공부도 잘 하지만, 존재감이 매우 낮은 게 흠이며, 시스콤 기질이 있음.(위로 누나만 4명.)
유리카를 좋아하지만 그 마음이 유리카에겐 전달이 되지 못 하고 있다.
시라토리 유우(白鳥 有)
원작에서만 등장하는 인물로, 큐케츠고등학교 1학년 C반 소속. 바보 시라토리 삼형제의 장남. 이마에 점이 있다(삼형제는 모두 늘어진 실눈에, 아랫턱이 불룩한 얼굴을 하고 있다. 하지만 얼굴에 난 점의 위치가 모두 다름)
시라토리 겐(白鳥 言)
원작에서만 등장하는 인물로, 큐케츠고등학교 1학년 C반 소속. 바보 시라토리 삼형제의 차남. 인중에 점이 있다.
시라토리 지츠(白鳥 実)
원작에서만 등장하는 인물로, 큐케츠고등학교 1학년 C반 소속. 바보 시라토리 삼형제의 막내. 턱에 점이 있다.

### 국가기관
오토야 히데히코(男屋 秀彦)
성우 - 오키아유 료타로
경제산업성의 산업기술환경국 규격통일과 소속의 참사관. '아키칸 엘렉트'와'인텔리전스 포트 계획'의 중심인물 . 머리는 무척 좋고 얼굴도 잘 생겼지만, 실상은 미소년과 미남을 좋아하는 남색가.(특히, 카케루에게 많이 집적됨)
처음엔, 아키칸들을 이해해주는 좋은 인물같이 행동하고 있지만, '아키칸 엘렉트'를 생각해 내어, 아키칸들을 서로 싸우도록 유도하거나, 부도코에 대한 재사용 계획을 발동 시키는 등 그 마음 속은 사실 아키칸에 끝없는 증오심으로 가득 차 있으며, 특히 "사랑"의 마음을 크게 혐오하고 있다.
애니에선, '아키칸 엘렉트' 이후의 계획이 없고, 개그적인 성향이 강조되었다.
키자키 아이린(木崎 愛鈴)
성우 - 토요구치 메구미
오토야 히데히코의 비서이자 카케루네 학교에서 비상근 수학교사로도 일하고 있다. 작중에 등장하는 인물들 중에서는 가장 정상인 축에 들어가는 인물로, 야한 얘기를 들으면 얼굴을 붉힌다
애니에선, 고양이를 좋아하는 모습을 보이곤 함.

### 기타 인물
바니・난카이(バニー・南海)
성우 - 마도노 미츠아키
'La.Coeur palette'라는 메이드카페를 운영하고 있는, 중년의 짙은 화장을 한 여장남성. 항상 영어가 섞인 대화를 하고 온화한 성격을 지녔음. 또한 카케루를 '케루케루', 멜론을 '헤롱헤롱(メロメロ)' 등 독특한 별명을 지어주곤 한다. 카케루하곤 손님과 단골로서, 그리고 예전엔 사장님과 알바생으로서, 잘 아는 사이이다.
미국과 일본인의 혼혈인인 아버지와 일본인인 어머니 사이에서 태어났다고 하며, 쭉 미국에서 자라다가 현재 귀화를 했다고 함.
40년 전, 요코스카 기지에 주둔 중 기지 근처 상점에서 무희를 했다고 하며, 거기서 '래빗'과 만났다. 제대 후, 그녀와 소년 야구 팀과 재즈 카페를 거쳐 둘이서 기획사 래빗 해치를 설립하였다. 그러나 10년 정도 지나, 바니의 개성을 존중하면서 천천히 양성하는 육성법과 래빗의 육성법이 충돌하여, 바니의 밑에서 오랫동안 싹을 틔우지 못 한, '안도 호우카'가 래빗의 밑으로 들어간 순간 성공한 후, 자신의 방식에 자신감을 잃어 래빗 해치를 떠나서, 메이드카페를 개점ㅎ하였다고 한다.
애니에선, 그냥 카케루와 멜론하고 잘 아는 메이드카페 점장으로만 나옴.
래빗・거인(ラビット・巨人)
원작에서만 등장하는 인물로, 연예 기획사 '래빗 해치'의 대표 이사로, 바니 점장과 동갑인 65세이지만, 바니 점장보다 더 젊어보이는, 숏컷 헤어의 중년 여성. 바니 점장하곤 오랫동안 교제한 사이이지만, 처음 등장할 때에는 과거의 속박 때문에 쌀쌀한 태도를 취하고 있었다.
그녀의 택시 앞으로, 자살하려고 뛰어든 '아유무'에게 아이돌을 하길 권장하였다. 시대의 요구에 맞게 팬들에게 이상의 아이돌을 만드는 육성법을 사용한 그녀는, 아유무에게 완벽한 星流翔子라고 말하며 완벽한 아이돌로 만들려고 다소 무리한 지도를 하고 있었지만, 아유무가 정신적으로 막다른 지경에까지 몰아넣어 실패하고 만다. 콘테스트 후에 호우카의 설득으로 바니 점장과 화해를 한다.
텐구지 쇼스케(天空寺 修介)
원작에서만 등장하는 인물로, 나지미의 아버지이자 항공사 'Sky air'그룹의 사장님. 카케루를 말뼈다귀 이하의 남자라고 생각하고 있다.
텐구지 치즈루(天空寺 千鶴)
원작에서만 등장하는 인물로, 나지미의 엄마. 카케루를 마음에 들어하고 나지미의 짝으로 생각하고 있다.

## 용어 설명
아키칸(アキカン)
'음료수의 요정'이라고 말할 수 있는 존재로, 음료수 캔을 입에 대면 모에화 형태의 여자의 모습으로 변한다. 캔이 여자 아이로 변하는 원인은 불명. 아키칸들은 캔에 입을 댄 존재를 주인으로 인식하는 습성이 있고, 기본적으로 행동을 같이 하게 된다.
아키칸들은 인간보다 신체적 능력이 뛰어나고, 음료수의 특성에 맞는 고유의 음료수 마법을 지니고 있다. 또한 차가운 음료수의 아키칸들은 추위에 강하고 뜨거운 것을 싫어하지만, 뜨거운 음료수의 아키칸들은 반대로 더위에 강하고 따뜻함을 좋아한다..
아키칸들은 크게, 스틸캔 유형과 알루미늄 캔 유형으로 나뉘며, 캔 재질 통일화 문제로 다툼을 하고 있기 때문에, 본능적으로 두 유형끼리의 사이가 나쁜 편이다. 아키칸들이 소녀화되면서 순간적으로 강력한 전자기파를 뿜어내고 이것도 재질에 따라 파동의 스펙트럼이 다르며, 각각 '알루미늄 파(a파)', '스틸 파(s파)'라고 불리고 있다. 그리고 소녀화가 된 후의 분별법은 귀에 귀걸이처럼 Pull tap(캔을 열 때, 잡아당기는 부분)이 달린 위치가 두 유형이 서로 다르는데, 스틸캔의 아키칸들은 왼쪽 귀에, 알루미늄캔의 아키칸들은 오른쪽 귀에 Pull tap이 달려 있다. 귀에 달린 Pull tap을 당기면, 아키칸은 소녀화가 해제되어 캔의 모습으로 돌아가며, 캔의 모습에서도 대화는 가능하지만, 스스로 움직일 순 없다.
아키칸들의 에너지원은 각각의 음료수 그 자체이며, 음료수를 마셔서 에너지를 보급하고, 기본적으로 사람이 먹는 것과 같은 식사는 하지 않는다고 한다.(다만, 그 음료수와 같은 계통의 음식은 괜찮은 듯 하다고 함.)또한, 에너지의 양이 충분하다고 해도, 본래 음료의 적정온도를 잃거나,(즉,차가운 음료는 차가운 온도를 잃어 미지근해지는 경우) 음료수 마법을 많이 쓰거나, 탄산음료의 경우엔 탄산을 일어버리면, 기운이 떨어져 활동에 지장을 준다.
소녀화가 되는 것은 한 종류의 음료에서 딱 1개 뿐이다.
아키칸 엘렉트(アキカン・エレクト)
현재 스틸캔과 알루미늄 캔이 혼재하고 있는 상태에서, 생산 관리도 복잡하기 때문에, 정부에서 캔의 재질을 어느 하나로 통일하자는 계획을 내놓았고, 캔 재질의 선택을 아키칸들의 배틀에서 우승한 아키칸의 재질로 정하자는 것.

## TV 주제가
OP1 - 「Miracle plan이 완성됐어!(ミラクル♡プランができちゃった!)」（제1화 ~ 제6화, OVA）
작사 -히타 아키/작곡ㆍ편곡 - 코이케 마사야/노래 - CHARMY♡QUEEN
OP2 - 「Juicy Extacy」（제7화 ~ 제12화）
작사・작곡・노래 - Little Non / 편곡 - 스즈키 마사키、Little Non
ED - 「사랑 하늘 Recycling(恋空リサイクリング)」
작사・작곡・편곡 - TECHNOBOYS PULCRAFT GREEN-FUND / 노래 - のみこ
(※각 화의 엔딩곡에서 피쳐링을 해주시는 분들이 계시는데, 매 화마다 다른 분이 해주신다. 그리고 12화의 엔딩곡을 피쳐링해 준 인물은 '하츠네 미쿠'이다.)